# Fertans
Fertans település Franciaországban, Doubs megyében. Lakosainak száma 314 fő (2022. január 1.). Fertans Cléron, Amancey, Amondans és Flagey községekkel határos.

## Népesség
A település népességének változása:
| Lakosok száma | 154  | 155  | 217  | 258  | 261  | 269  | 256  | 288  | 304  | 314  |
|               | 1968 | 1990 | 1999 | 2011 | 2013 | 2016 | 2017 | 2019 | 2020 | 2022 |